# Els Grampians

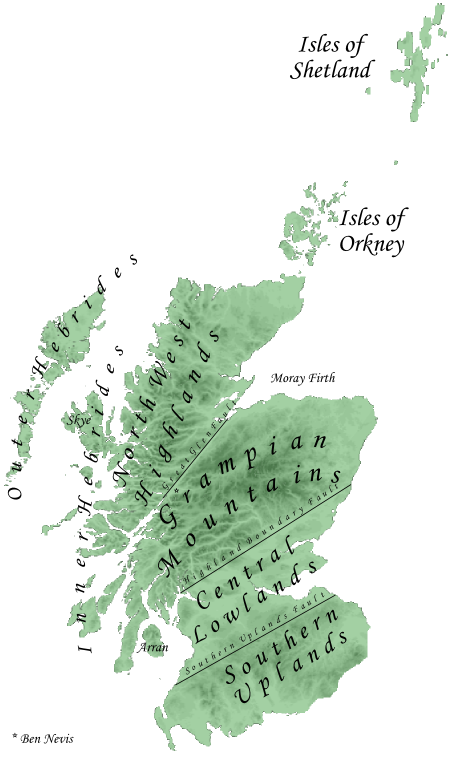
Situació de les muntanyes Grampianes dins Escòcia

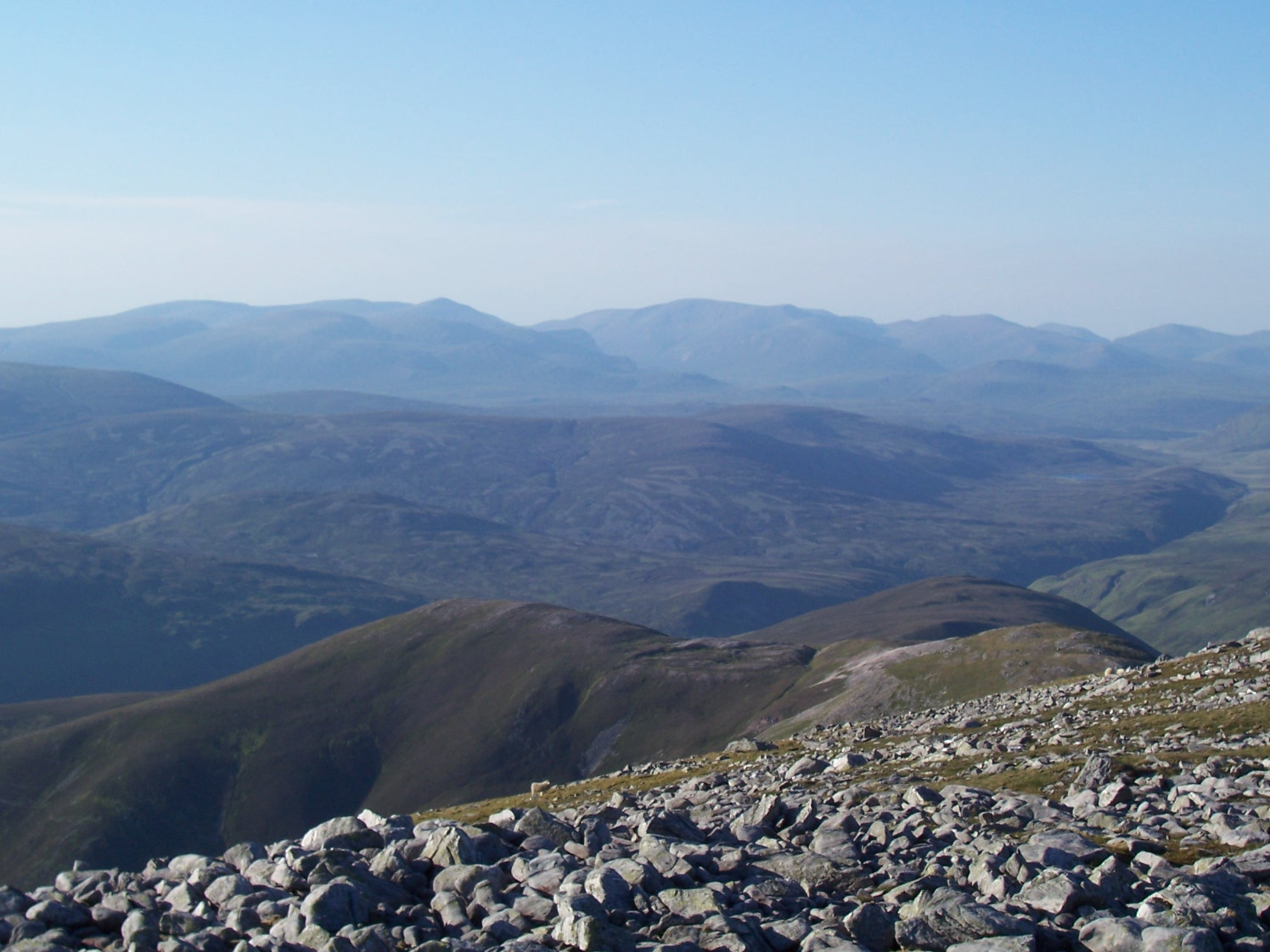
Els Cairngorms des de Beinn a' Ghlò

Els Grampians (Am Monadh en gaèlic escocès) són una de les tres principals serralades de muntanyes d'Escòcia i ocupen una gran part de les Highlands escoceses del nord-est d'Escòcia.

## Extensió
Hi ha una certa ambigüitat sobre l'extensió d'aquesta serralada. Wyness (1968) les fa iniciar al riu Dee.
Els Grampians s'estenen del sud-oest al nord-est entre la Highland Boundary Fault i Gleann Mòr (the Great Glen), ocupant gairebé la meitat de la superfície d'Escòcia. Això inclou els Cairngorms i els turons Lochaber. Aquesta serralada inclou Ben Nevis (el punt més alt de les illes Britàniques amb 1.344 metres d'altitud) i Ben Macdhui (el segon més alt, amb 1.309 metres).
Aquestes muntanyes estan compostes de granit, gneiss, marbre, esquists i quars.
Neixen als Grampians molts rius i corrents d'aigua: el Tay, Spey, Cowie Water, Burn of Muchalls, Burn of Pheppie, Burn of Elsick, Cairnie Burn, Don, Dee i Esk. La zona està poc poblada.

## Nom
Sembla que el nom Grampians es va aplicar per primera vegada l'any 1520 per part de l'historiador escocès Hector Boece, i és una adaptació del nom Mons Graupius, registrat pel romà Cornelius Tacitus com el lloc on Gnaeus Julius Agricola va vèncer els nadius caledonians cap a l'any 83.